# Лейк-Худ (аэродром)
Аэродром Лейк-Худ (англ. Lake Hood Strip), (FAA LID: Z41) — государственный гражданский аэродром, выполняющий вспомогательные функции Гидроаэропорта Лейк-Худс (ИКАО: PALH, FAA LID: LHD). Аэродром находится в шести километрах к юго-западу от района Лейк-Худ (Аляска), США. Сам гидроаэропорт расположен на озере Худ к востоку от Международного аэропорта Анкориджа имени Теда Стивенса.

## Операционная деятельность
Аэродром Лейк-Худ расположен на высоте 22 метров над уровнем моря и эксплуатирует одну взлётно-посадочную полосу:
- 13/31 размерами 671 х 23 метров с гравийным покрытием.